# Municipio de Wabana
El municipio de Wabana (en inglés: Wabana Township) es un municipio ubicado en el condado de Itasca en el estado estadounidense de Minnesota. En el año 2010 tenía una población de 537 habitantes y una densidad poblacional de 5,76 personas por km².

## Geografía
El municipio de Wabana se encuentra ubicado en las coordenadas 47°24′48″N 93°30′59″O / 47.41333, -93.51639. Según la Oficina del Censo de los Estados Unidos, el municipio tiene una superficie total de 93.15 km², de la cual 75,18 km² corresponden a tierra firme y (19,3 %) 17,97 km² es agua.

## Demografía
Según el censo de 2010, había 537 personas residiendo en el municipio de Wabana. La densidad de población era de 5,76 hab./km². De los 537 habitantes, el municipio de Wabana estaba compuesto por el 98,32 % blancos, el 0,56 % eran amerindios y el 1,12 % eran de una mezcla de razas. Del total de la población el 0,56 % eran hispanos o latinos de cualquier raza.